# Ventricles laterals
Els ventricles laterals són les cavitats del sistema ventricular situats en el telencèfal. Es comuniquen amb el tercer ventricle a través del forat de Monro.

## Significació clínica
Es coneix que el volum dels ventricles laterals augmenta amb l'edat. També s'amplien en diverses condicions neurològiques i són de mitjana més grans en pacients amb esquizofrènia, trastorn bipolar, trastorn depressiu major i l'Alzheimer.
L'asimetria de la mida dels ventricles laterals es troba en prop d'un 5-12% de la població. S'ha associat a les mans, on es troba que a les persones dretes hi ha un ventricle lateral dret més gran i una banya occipital més llarga, mentre que a les esquerres hi ha banyes occipitals més llargues. Una asimetria severa, o una asimetria amb desplaçament de línia mitjana o ampliació difusa, poden indicar lesions cerebrals més aviat a la vida, particularment en casos de banya occipital dreta més llarga.

## Imatges addicionals

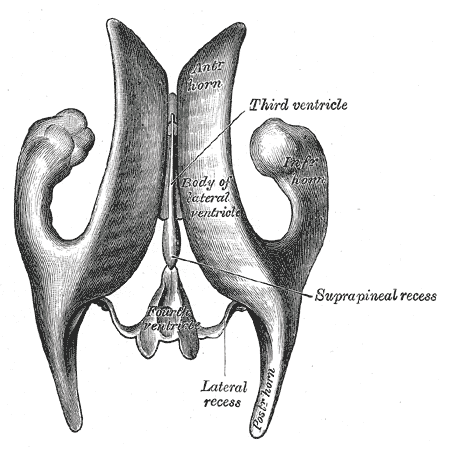
Dibuix d'un repartiment de les cavitats ventriculars, vist des de dalt.
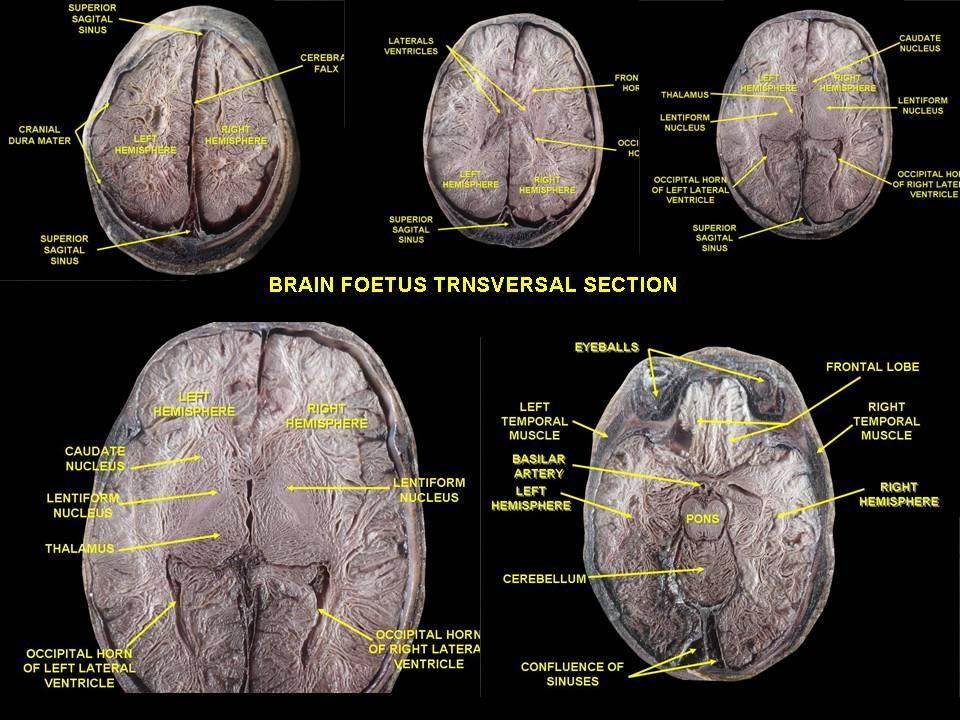
Ventricles laterals
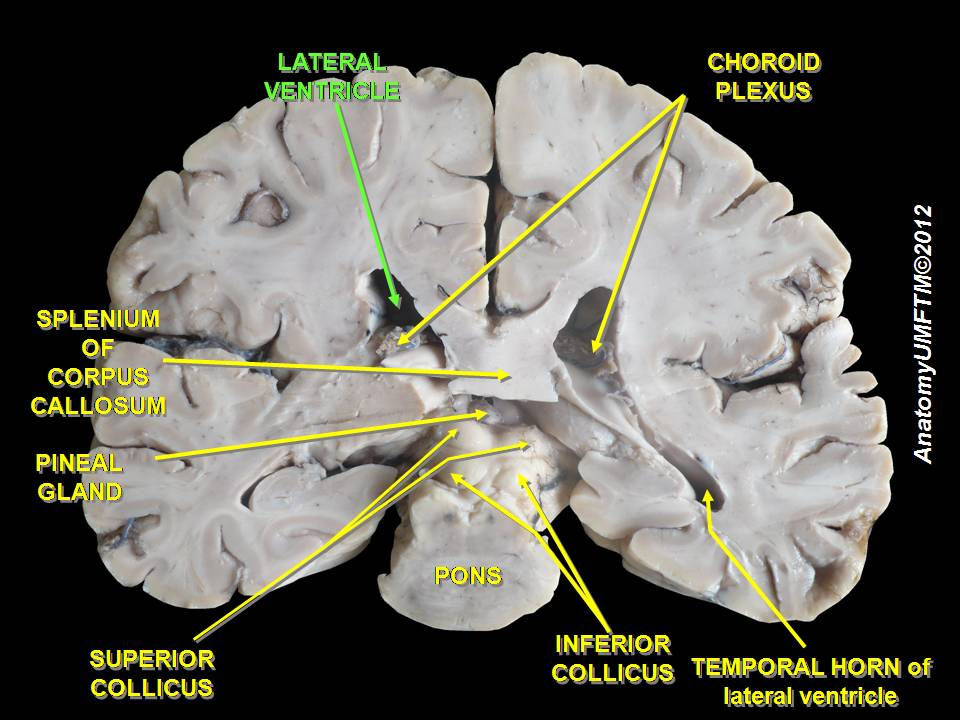
Ventricle lateral
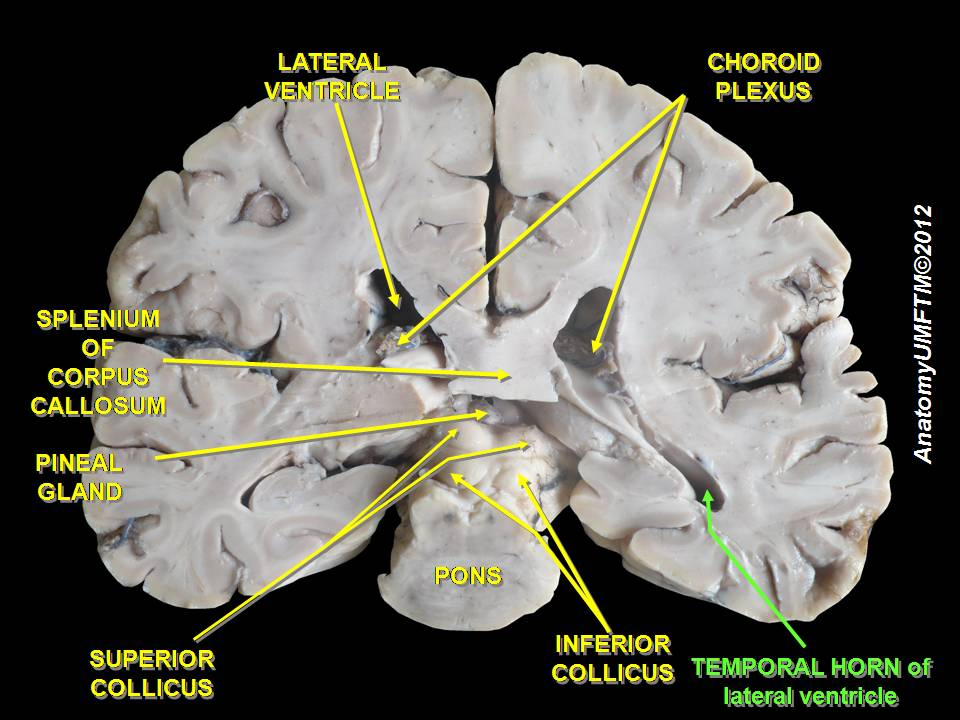
Corn temporal d'un ventricle lateral
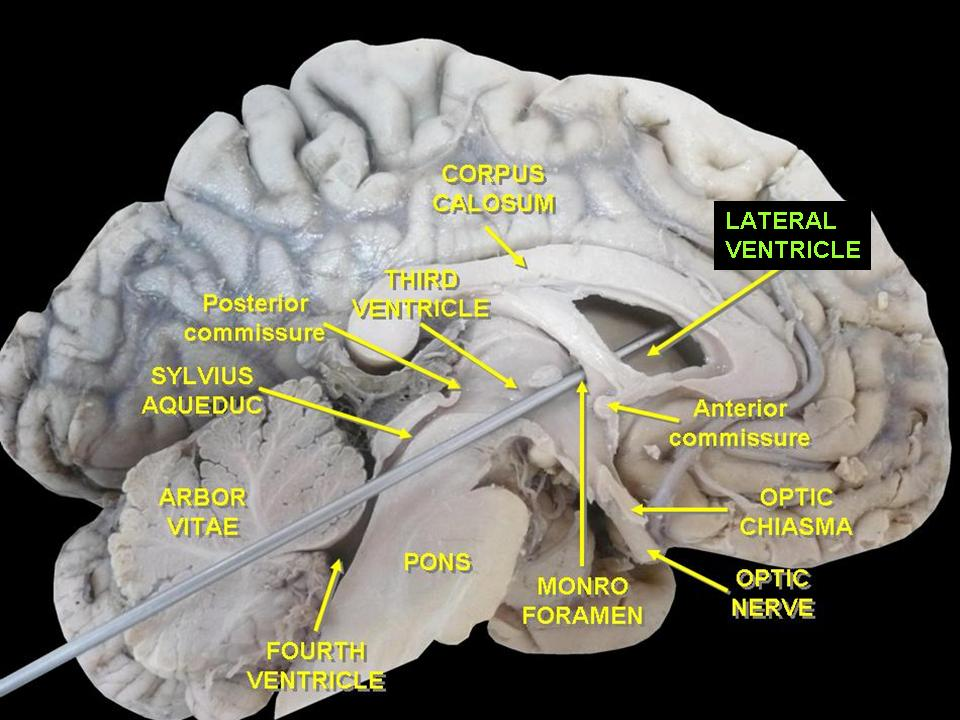
Ventricles laterals
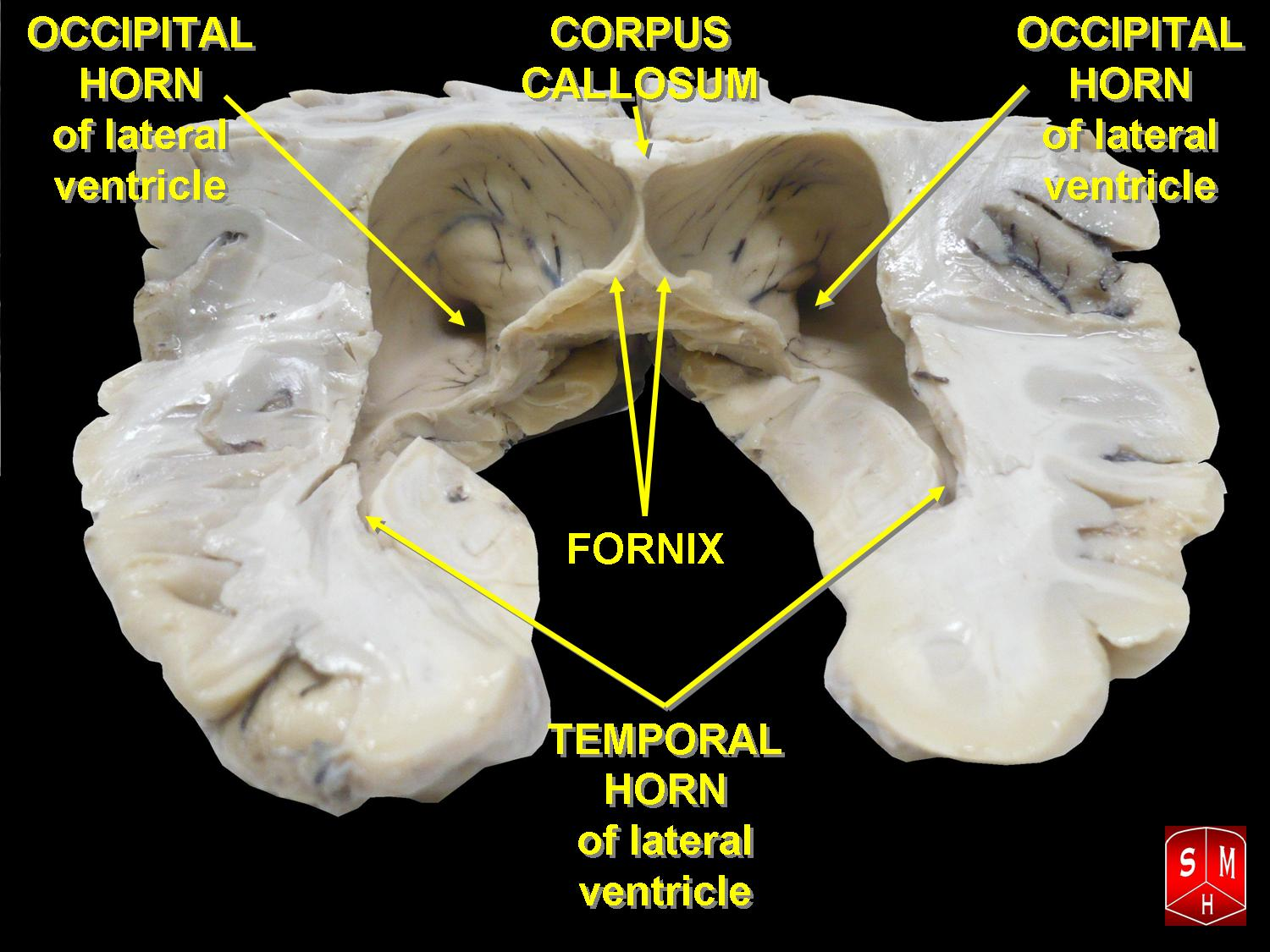
Cervell dissecat després del pr. Mètode Nicolas: segona peça